# Senftenberg (Herrschaft)
Die Herrschaft Senftenberg war eine Grundherrschaft im Viertel ober dem Manhartsberg im Erzherzogtum Österreich unter der Enns, dem heutigen Niederösterreich.

## Ausdehnung
Die Herrschaft mit der Gülte Mühlhof umfasste zuletzt die Ortsobrigkeit über Senftenberg, Zöbing und Mühlhof. Der Sitz der Verwaltung befand sich in Senftenberg.

## Geschichte
Letzter Inhaber des landesfürstlichen Lehens war Karl Gundacker Graf von Starhemberg (1777–1859), welcher die Herrschaft nach den Reformen 1848/1849 auflöste.